# Meljanica
Meljanica (Servisch cyrillisch Мељаница) is een plaats in de Servische gemeente Kraljevo. De plaats telt 163 inwoners (2002).